# Hollósy-Vadász Gábor

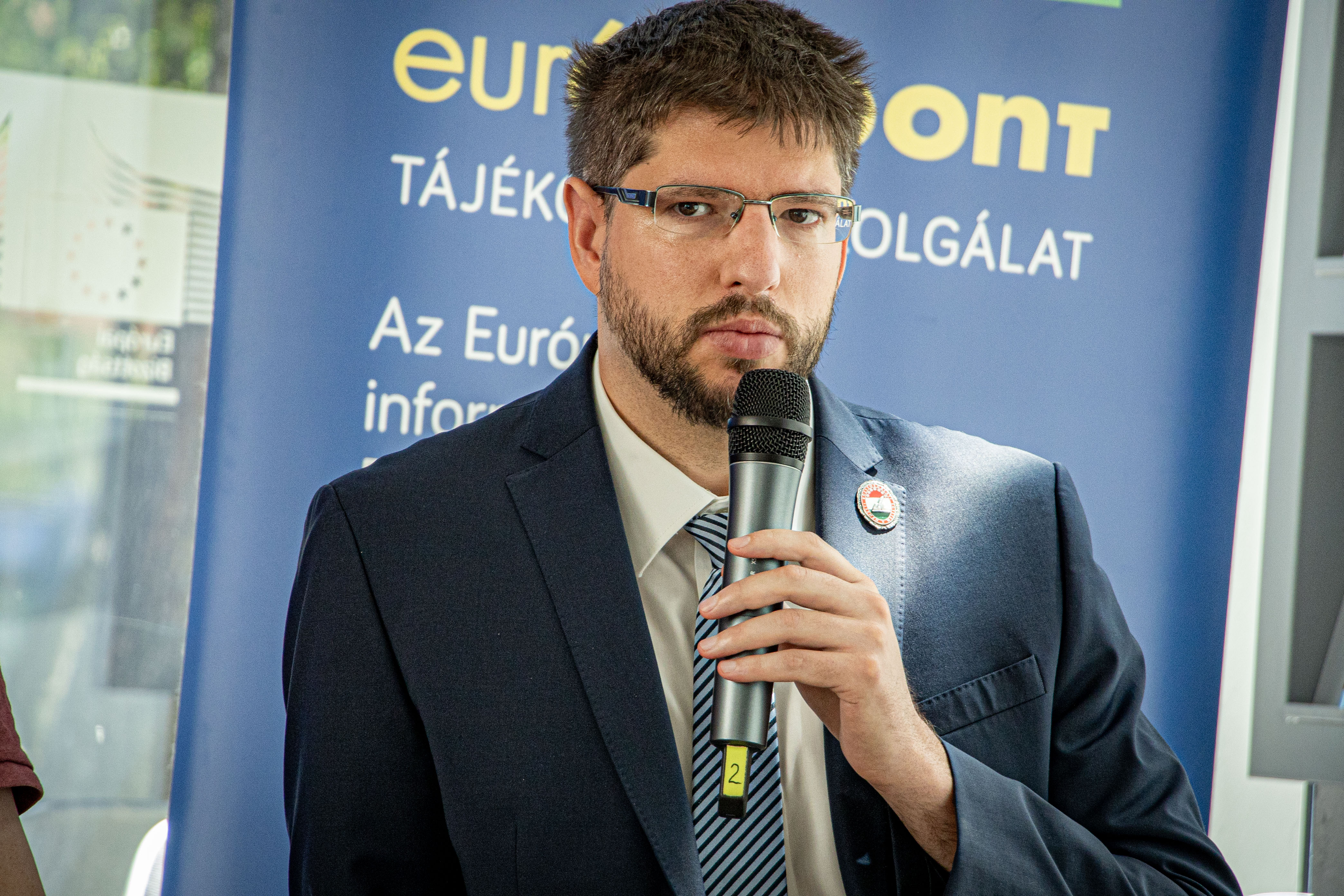
Hollósy-Vadász Gábor

Hollósy-Vadász Gábor pszichológus, egyetemi oktató.

## Életrajz
2009-ben érettségizett a Budapesti Egyetemi Katolikus Gimnáziumban. BA diplomáját a Szegedi Tudományegyetemen szerezte 2012-ben pszichológia alapszakon. 2014 a Pécsi Tudományegyetemen szerzett MA diplomát pszichológia mesterszakon. 2022-ben a Nemzeti Közszolgálati Egyetemen doktorált, PhD értekezésének a címe: „A közszolgálati motiváció (PSM) elmélet jelentősége és alkalmazhatósága a magyar civil közszolgálatban”.

## Munkásság
Egyetemi oktatóként emberi erőforrásgazdálkodáshoz és munkapszichológiához kapcsolódó tárgyakat tanít, valamint szakdolgozók témavezetését végzi. Kutatási témája a munkahelyi motiváció és ehhez kapcsolódóan az ösztönzésmenedzsment, valamint a munkahelyi mentálhigiénia. Kutatóként rendszeresen publikál hazai és nemzetközi tudományos szaklapokban, valamint tudományos szakkönyvek szerkesztésében vesz részt. Köztestületi tagja az MTA IX. osztályának, illetve tagja a HSZOSZ-nek (Humán Szakemberek Országos Szövetsége).
Felsőoktatási munkája mellett pszichológiai tanácsadással foglalkozik, egyéni személyes és online, valamint kettős vezetésű párkonzultációt tart.
Szakértőként rendszeresen szerepel a médiában pl. RTL.